# 東山中学校・高等学校
東山中学・高等学校（ひがしやまちゅうがく・こうとうがっこう）は、京都府京都市左京区永観堂町に所在し、中高一貫教育を提供する私立男子中学校・高等学校。
姉妹校に上宮高等学校（大阪府）と鎮西中学校・高等学校・真和中学校・高等学校（熊本県）がある。

## 概要
1868年（明治元年）に、浄土宗総本山知恩院第73世名誉学天大僧正であった勤息義城（ごんそくぎじょう）によって設立された学問所勧学院が母体となり、浄土宗教校京都校以来の歴史を持つ学校である。生徒数は約1,500名（2013年〈平成25年〉現在）。2018年に創立150周年を迎えた。
校地は永観堂と南禅寺の間にあり、哲学の道や琵琶湖疏水が近くにある。学校施設は食堂、図書館などのほか、2009年（平成21年）8月に完成した醍醐総合グラウンドを初め、3ヶ所（醍醐、中学、校内第二）のグラウンドがある。このうち醍醐総合グラウンドは、高校の体育の授業、体育祭、球技大会、部活動、中学校の球技大会および体育祭などに使用されるほか、使用されていない場合は一般開放されることもある。なお、25メートルプールもあるが、現在は老朽化のため使用されていない。2012年には西館が、2014年には、南館及び講堂が建て替えられ、さらに2016年には図書館棟に耐震化と内装の改修工事が行われた。
2012年に、南京都高校（現・京都廣学館高等学校）の完全共学化により、高等学校は京都府内で外部進学が可能な唯一の男子校となった。

### 東山3大オリジナルツール
- Blue Globe Note
  - 2006年度から採用された。新しい形の生徒手帳。発案者は福地信也教諭（当時）で、年間カレンダーやTo Doリストなど一般的な手帳と変わらない内容のほか、イチロー（プロ野球選手）や若田光一（宇宙飛行士）および、所属する各教諭のメッセージも記載されている。2008年度では、校長や歴代の著名な卒業生からのメッセージが掲載されている。
- 10年カレンダー
  - 入学からの10年間が記されたカレンダー。10年という大きなスパンで未来を俯瞰することで、より大きな夢を生徒に描かせることが狙い。長期的展望を計画させ、夢の実現に向けたアクションをうながすツールでもある[1]。入学時に配布される。
- 3年日記
  - 自分の成長の歴史を記録するツール。日々の努力の継続が今の自分を創っていることを認識させるもの[2]。平成29年度日本グラフィックサービス工業会会長賞受賞作品[3]。

### 夢ナビ
正式名称は、「夢ナビゲーション」。中学1年生を対象として開催している、自分の将来をよく見つめるための講座。土曜講座に2ヶ月に1回のペースで開催されている。内容は、グリム童話やイソップ物語を用いて、教訓を学んだり教養を見につけたりすることが多い。担当教諭は福地信也校長代行である。

### 土曜講座
B週の、土曜日に開かれる講座。中学校では、各業界の一線で活躍する著名人の講演会や体験学習、授業がメインとなる。高等学校では、1、2年生が国語・数学・英語の3教科に絞って70分授業を3コマ行う。3年生は主要教科から選択できる。パスカルコース、エースコース、ユリーカコースは必須受講で、クレセントコースは希望制である。

## 沿革
- 1868年10月 - 京都市東山知恩院境内に創立（勧学院）
- 1879年7月 - 浄土宗総本山宗学校に改称
- 1884年7月 - 西部大学林に改称
- 1898年9月 - 第五教区宗学教校に改称
- 1909年7月 - 現在地に移転
- 1912年4月 - 東山中学校（旧制）開校
- 1947年4月 - 東山中学校（新制）設立
- 1948年4月 - 東山高等学校（新制）設立
- 1951年4月 - 商業科設立
- 1963年4月 - 東山中学校再開
- 1976年4月 - 特コース設立
- 1990年4月 - 一貫コース設立
- 2003年4月 - パスカルコース等設立
- 2004年4月 - プラトンコース設立
- 2009年4月 - 運営法人が、学校法人浄土宗教育資団と合併。法人名を佛教教育学園に改称。
- 2010年4月 - プラトンコースをパスカルコースに統合
- 2012年3月 - 新体育館改修工事完了
- 2012年4月 - 西館校舎A棟・B棟竣工(西館建替)
- 2012年6月 - 西館前に記念碑モニュメント「共に生きる」設置[4]
- 2014年4月 - 南館・講堂が落慶
- 2017年7月〜10月 - 図書館棟を改修、耐震工事
- 2018年4月 - スーペリアコースをパスカルコースに統合
- 2018年10月 - 150周年記念式典を挙行

この項の内容は『東山中学・高等学校創立一五〇周年記念誌』による

## 学科

### 中学校
- Super進学系
  - ユリーカコース - 医歯薬、主に理系分野の国公立大学進学を6ヵ年一貫教育で目指す。原則として、コース変更はない。
  - エースコース - 国公立、私立大学への進学を目指し、6ヵ年で体系的に学ぶ。中学3年生からエース特進コースが設置される。

一部の成績簿優秀者は中学3年、高校1年、高校2年進級時に希望制でユリーカコースに変更が可能である。
ユリーカコースとエースコースにカリキュラムの違いはなく、進度は共通、深度が異なる。ユリーカコースの方がより発展的な内容まで取り扱う。

### 高校
- Super進学系
  - パスカル（理系特進）コース - 医歯薬等、国公立大学レベルの大学進学を目指す。
- Neo-進学系
  - クレセント（普通）コース - 私立大学の合格を目指す。指定校推薦・高大連携事業枠で大学に進学する例が多い。
  - トップアスリート（スポーツ）コース - 科学的な理論に基づいた運動選手の育成を目指す。

それぞれのコースで、高校2年進級時に文系と理系に選択希望を提出し、それを元にクラス分けがなされる。ただし、パスカルコースは2019年度より全て理系選択。トップアスリートコースは全て文系選択となる。

## 学習教科

### 中学校
【エースコース・ユリーカコース】
国語A（読解・現国など）
国語B（文法・古文など）
幾何
代数
地理（中学1年）
歴史（中学2年）
公民（中学3年）
理科1分野
理科2分野
英語A（グラマー）
英語B（リード）
英語C（コミュニケーション）
宗教
技術家庭（週毎に異なる）
音楽
美術
保健体育
柔道（中学2年）
ロングホームルーム
また、A週B週制を採用し、金曜日は週によって1.2限の時間割が異なり火曜日は7時間目まで授業がある。B週土曜日は、土曜講座扱いで出欠には関わらない。

### 高等学校
【全コース共通】
国語総合 現代文B 古典B
数I 数II
数A 数B
化学基礎
現代社会
世界史A
世界史B
コミュニケーション英語
宗教
体育
保健
家庭基礎
芸術〔音楽・美術・書道のうち1つ選択〕
総合的な学習の時間(朝読書)
【エースコース・ユリーカコース・パスカルコース】
物理基礎
物理《理系》
生物基礎
生物《文系・理系》
化学基礎 化学《文系・理系》
【トップアスリートコース・クレセントコース】
地学基礎

## 授業料軽減補助金制度
1. 特待生（富田保治育英会奨学生）
対象：パスカルコース　年額600,000円
2. 東山会（保護者会）奨学生
年額60,000円
3. 浄土宗奨学生
年額50,000円

## 部活動
高等学校の運動部はトップアスリートコースやクレセントコース所属の部員が中心であり、中高一貫生、パスカルコースの生徒は授業のコマ数の関係もあり、参加しにくいという生徒も多い。
運動部
- 高等学校は全国大会出場クラスの部を多く有する。
  - 卓球部は京都府代表として65年連続、計65回全国高等学校卓球選手権大会に出場し、7回の優勝を経験している。しかし、2016年にはインターハイ出場権を逃した。
  - バスケットボール部は1999年のウィンターカップベスト8、2016年・2020年のウィンターカップ準優勝を経験。2015年のインターハイでは3位、2016年・2023年には準優勝を経験。2024年のインターハイで初優勝を達成。
  - バレーボール部は2020年の春の高校バレーでは予選で前回優勝の洛南に勝利し、全国大会では洛南に続き一度もセットを取られず完全優勝を果たした[6](春高が1月に移転後では前回出場しなかったチームの優勝も史上初でもある)。
  - 硬式テニス部はインターハイ団体戦22回、全国選抜高校テニス大会8年連続、計20回出場(平成23年3月現在)。第33回全国選抜高校テニス大会にはベスト8進出。
  - 硬式野球部は甲子園（春4回・夏4回）出場をしている。
  - 軟式野球部は全国高等学校軟式野球選手権大会に出場をしている。国民体育大会では、優勝を経験している。
  - サッカー部は2022年第101回全国高校サッカー選手権大会にて準優勝を経験した。
- 水泳部は、2015年の京都府私学大会で優勝を果たした。
- 水泳部・陸上競技部は2016年に近畿大会出場を果たした。

文化部
- 写真部が全国大会の常連になっている。

　　2022年の全国高等学校総合文化祭東京大会の写真部門にて優秀賞(全国2位)を果たした。
- ロボット研究会は世界大会にも出場したことがある。
- 吹奏楽部はソロ部門で最優秀賞を受賞したことがある。

### 運動部
- 硬式野球部（高等学校のみ）
- 軟式野球部
- バスケットボール部
- バレーボール部（高等学校のみ）
- ハンドボール部
- 硬式テニス部（高等学校のみ）
- ソフトテニス部（中学のみ）
- バドミントン部
- サッカー部
- ラグビー部（高等学校のみ）
- 陸上競技部
- 卓球部
- 水泳部
- 柔道部
- 剣道部
- 登山部（高等学校のみ）

### 文化部
- コンピュータ部（高等学校のみ）
- 写真部（高等学校のみ）
- 将棋部（中学）将棋同好会（高校）
- 書道部（高等学校のみ）
- 吹奏楽部
- 理科部（中学）サイエンス部（高校）
- 地学部【休部中】
- 美術部（高等学校のみ）
- 放送部（高等学校のみ）
- 社会科学研究部（高等学校のみ）
- ロボット研究会
- 茶道部（中学校のみ）
- 空手同好会
- レスリング部（柔道部内）
- 鉄道研究会
- 数学研究同好会
- クイズ研究会
- 脳科学研究会
- GCC (グローバルコミュニケーションクラブ)

## 著名な出身者

### スポーツ以外
- 茂山七五三 - 狂言師、人間国宝
- 十四世茂山千五郎 - 狂言師
- 茂山宗彦 - 狂言師
- 茂山逸平 - 狂言師
- レッド吉田 - お笑い芸人（TIM）
- 武見龍磨 - 俳優、劇団四季
- 藤山扇治郎 - 俳優
- 鎌田章吾 - 歌手
- 小瀧彬 - 防衛庁長官、参議院議員
- 村山祥栄 - 京都市会議員。京都市会議員最年少当選を果たす。
- みうらじゅん - 漫画家、イラストレーター
- 渡邊雅之（演劇制作者　劇団ポプラ）
- 田崎健太 - ノンフィクションライター
- 森本栄浩 - 毎日放送アナウンサー
- 山村幸広 - 株式会社グラムメディア・ジャパン代表取締役社長
- 鏡リュウジ - 翻訳家、占星術研究家
- 谷口正晃 - 映画監督
- トモ藤田 - バークリー音楽大学助教・ギタリスト
- 喜多村樹美男 - 西武鉄道社長
- 平川良浩 - 京阪電気鉄道社長
- 佐藤裕久 - 株式会社バルニバービ創業者、代表取締役会長CEO兼CCO、一般社団法人 日本飲食団体連合会副会長、日本ファインダイニング協会（JFDA）副会長
- 幅野初毅 - フォトグラファー、アーティスト

### スポーツ

#### 野球
- 真野春美 - プロ野球選手
- 長谷部栄一 - プロ野球選手
- 大村高史 - プロ野球選手
- 川中基嗣 - プロ野球選手
- 岡島秀樹 - プロ野球選手
- 中西有希人 - プロ野球選手
- 吉崎勝 - プロ野球選手
- 小山翔平 - プロ野球選手

#### サッカー
- 平井直人 -元サッカー選手
- 北川佳男 - 元サッカー選手
- 中谷喜代志 - サッカー選手
- 岡佳樹 - サッカー選手
- 森俊介 - サッカー選手
- 鎌田大地 - サッカー選手
- 前田悠斗 - サッカー選手
- 大久保優 - サッカー選手
- 池田昌生 - サッカー選手
- 國領雄斗 - サッカー選手
- 阪田澪哉 - サッカー選手
- 新谷聖基 - サッカー選手
- 中山雅斗 - サッカー選手

#### バスケットボール
- 三木力雄 - バスケットボール選手・指導者
- 岡田優 - プロバスケットボール選手（高松ファイブアローズ所属）
- 左官磨育 - プロバスケットボール選手（滋賀レイクスターズ所属）
- 岩隈隆士 - バスケットボール選手（日立サンロッカーズ）
- 川嶋勇人 - バスケットボール選手
- 岡田侑大 - バスケットボール選手
- 米須玲音 - バスケットボール選手（川崎ブレイブサンダース特別指定選手）
- 瀬川琉久 - バスケットボール選手（千葉ジェッツ特別指定選手）

#### ラグビー
- 長谷川慎 - ラグビー選手
- 角濱嘉彦 - ラグビー選手
- 北川喬之 - ラグビー選手
- 水野弘貴 - ラグビー選手
- 北川智規 - ラグビー選手
- 高安厚史 - ラグビー選手
- 森山皓太 - ラグビー選手
- 指田宗孝 - ラグビー選手

#### 競輪
- 三谷典正 - 競輪選手、ラグビー選手
- 三谷政史 - 競輪選手
- 三谷竜生 - 競輪選手、ラグビー選手
- 川村晃司 - 競輪選手

#### バレーボール
- 松永理生 - バレーボール選手（元バレーボール部監督）
- 酒井駿 - バレーボール選手
- 富田将馬 - バレーボール選手（大阪ブルテオン）
- 小川峻宗 - バレーボール選手（バレーボール部コーチ）
- 髙橋塁 - バレーボール選手（サントリーサンバーズ大阪）
- 髙橋藍 - バレーボール選手（サントリーサンバーズ大阪）
- 中島健斗 - バレーボール選手（VC長野トライデンツ）
- 楠本岳 - バレーボール選手（東レアローズ静岡）
- 五頭寛大 - バレーボール選手（東京グレートベアーズ）
- 麻野堅斗 - バレーボール選手（早稲田大学）

#### その他
- 山蔦一弘 - フットサル選手
- 大島祐哉 - 卓球選手
- 池江泰寿 - 中央競馬調教師

## 交通

### 路線バス
- 京都市営バス「南禅寺・永観堂道」バス停（5系統）下車 東へ徒歩5分、「東天王町」バス停（5・32・93・急行100・203・204系統）下車 東南へ徒歩8分。「宮ノ前町」バス停（32・急行100）下車 南へ徒歩6分。

### 鉄道
- 京都市営地下鉄東西線「蹴上駅」下車 1番出口から北へ徒歩10分
- 京阪電車鴨東線「神宮丸太町駅」下車 1番出口から東へ徒歩25分

## 併設校
- 東山幼稚園

## エピソード
- 2009年（平成21年）8月25日午前8時20分頃、登校中の東山中学・高校の生徒・教員ら47人と付近住民2人が、市営地下鉄蹴上駅北側出口付近（京都市左京区南禅寺福地町）の路上でスズメバチに頭などを刺され、うち17人が病院に搬送された。
- 2017年 (平成29年) 12月4日（月）午前11時過ぎに2頭のイノシシが校内に侵入、一頭は捕獲されもう一頭は麻酔銃によりプールで溺死。幸い怪我人は出なかった。しかし校舎内に侵入し窓を破壊するなどの被害が発生した[7]。

## 校長
塩貝 省吾